# Referendo constitucional na Irlanda em 2009
O referendo constitucional na Irlanda em 2009 foi uma proposta de alteração da Constituição da República da Irlanda. A 28.ª emenda permitiria ao país ratificar o Tratado de Lisboa (também conhecido como o Tratado Reformador), da União Europeia, após o fracasso da alteração anterior em 12 de Junho de 2008. Como parte da promulgação da lei, foi programado um referendo para outubro de 2009.
A sondagem de janeiro de 2009 dizia que 55% dos eleitores estavam a favor ao Tratado de Lisboa, contra 37%.
O Tratado de Lisboa foi ratificado no referendo realizado em 2 de outubro de 2009 por uma maioria "convincente" superior a 67,1%, tal como foi assegurado pelo ministro de Assuntos Exteriores da Irlanda, Michéal Martin.

## Resultados
|           | Número    | Inscritos em % |
| --------- | --------- | -------------- |
| Inscritos | 3 132 475 | 100 %          |
| Abstenção | 1 316 377 | 42,02 %        |
| Votantes  | 1 816 098 | 57,98 %        |

|                  | Número    | Votantes em % |
| ---------------- | --------- | ------------- |
| Votantes         | 1 816 098 | 100 %         |
| Brancos ou nulos | 7 274     | 0,4 %         |
| Expressos        | 1 808 874 | 99,6 %        |

| Não : 594 606 (32,87%) |  |  | Sim : 1 214 268 (67,13%) |
| ▲                      |  |  |                          |